# 中村晋也
中村 晋也（なかむら しんや、1926年7月29日 - ）は、日本の彫刻家。文化勲章受章者。鹿児島県鹿児島市名誉市民。三重県亀山市名誉市民。
2013年、日本体育大学世田谷キャンパス（深沢）1階エントランスホールに名作EOS・萌えるリズム・太古の血潮・朝の祈り・姉妹のブロンズ像が飾られた。

## 経歴
| 1926（大正 15 ）年 |       | 三重県に生まれる |
| 1949（昭和 24 ）年 | 23 歳 | 東京高等師範学校（現・筑波大学）卒業 鹿児島師範学校文部教官、兼鹿児島大学講師となる |
| 1950（昭和 25 ）年 | 24 歳 | 第６回日展に「首」初入選 |
| 1951（昭和 26 ）年 | 25 歳 | 鹿児島大学講師となる |
| 1960（昭和 35 ）年 | 34 歳 | 鹿児島大学助教授となる |
| 1964（昭和 39 ）年 | 38 歳 | 沖縄県摩文仁の丘に沖縄戦没者鹿児島慰霊塔「安らかに」を建立 |
| 1966（昭和 41 ）年 | 40 歳 | この年より翌 42年までフランス留学 A ・ FENOSA に師事 |
| 1967（昭和 42 ）年 | 41 歳 | 第10回日展に「華の譜」を出品し特選を受賞 |
| 1968（昭和 43 ）年 | 42 歳 | 「比島戦没者慰霊碑」を鹿児島県指宿市花瀬海岸に建立 「戦艦大和を旗艦とする特攻艦隊慰霊塔」を鹿児島県徳之島犬田布岬に建立 第11回日展に「想華の詞」を無鑑査出品し特選を受賞 |
| 1969（昭和 44 ）年 | 43 歳 | 改組第1回日展に「宴の華」を委嘱出品し菊花賞を受賞 この年より翌45年まで文部省在外研究員として1年間フランス留学、再度 A・FENOSAに師事する |
| 1970（昭和 45 ）年 | 44 歳 | 日展審査員となる |
| 1972（昭和 47 ）年 | 46 歳 | 鹿児島大学教授となる |
| 1979（昭和 54 ）年 | 53 歳 | 「大久保利通公」像を鹿児島市甲突河畔に建立 |
| 1981（昭和 56 ）年 | 55 歳 | 第13回日展に「星のいのり」を出品し会員賞を受賞 |
| 1982（昭和 57 ）年 | 56 歳 | 「若き薩摩の群像」を鹿児島市鹿児島中央駅前広場に建立 日展評議員となる |
| 1984（昭和 59 ）年 | 58 歳 | 日中友好和平の7体よりなる群像を中国湖南省長沙市に建立 南日本文化賞受賞 第16回日展に「焦躁の旅路」を出品し、文部大臣賞を受賞 「種子島時堯公」像を西之表市に建立 |
| 1985（昭和 60 ）年 | 59 歳 | 「Ｍ r.KanayeNagasawa 」像をアメリカ・サンタローザ市に建立 |
| 1988（昭和 63 ）年 | 62 歳 | 「朝の祈り」（第19回日展出品作）により昭和 62年度日本芸術院賞を受賞 西日本文化賞受賞 「島津義弘公」像を鹿児島県伊集院駅広場に建立 |
| 1989（平成元）年   | 63 歳 | 社団法人日展理事に就任 「雄飛（ペガサス）」像を鹿児島県南さつま市金峰町県立南薩少年自然の家に建立 日本芸術院会員に任命される |
| 1990（平成２）年   | 64 歳 | 社団法人日展常務理事に就任 社団法人日本彫刻会常務理事に就任 |
| 1991（平成３）年   | 65 歳 | 「愛と詩情を刻む―中村晋也展」を鹿児島市立美術館にて開催 岩手県花泉町にて同展を開催 |
| 1992（平成４）年   | 66歳  | 鹿児島大学名誉教授となる 「菊池武光公」像を菊池市に建立 鹿児島県より教育文化部門にて県民表彰をうける |
| 1993（平成５）年   | 67歳  | 瀬市御殿浜に彫刻公園名瀬市御殿浜に彫刻公園を建立を建立 「Ursula Ursula レリーフ群」を東京都愛国学園に設置 大阪市御堂筋彫刻ストリートに「姉妹」を建立 |
| 1994（平成６）年   | 68歳  | 社団法人日本彫刻会理事長に就任 |
| 1995（平成７）年   | 69歳  | 「翔（ペガサス）」像を原町市馬事公苑に建立 |
| 1996（平成８）年   | 70歳  | パリ三越エトワール美術館にて「中村晋也展」を開催 財団法人中村晋也美術館設立 岩手県奥州市種山高原に「風の又三郎」像を建立 バチカン美術館に「Ｍ iserere iserere Ⅲ」が収蔵される 世界文化社より「中村晋也―人間を奏でる―」を刊行 岩手県玉山村石川啄木記念館に「石川啄木」像を建立 鹿児島県議会議事堂内に「隼人之舞」像を設置 |
| 1997（平成９）年   | 71 歳 | 財団法人中村晋也美術館オープン 大阪大丸にて「パリ帰国展」開催 |
| 1998（平成10）年   | 72 歳 | 鹿児島県南さつま市金峰町に「木花咲耶姫」像を建立 |
| 1999（平成11）年   | 73 歳 | 勲三等旭日中綬章を受章 崇城大学（旧熊本工業大学）の副学長に就任 岩手県一関市 東山町に「太古の血潮」を設置 靖国神社に「かへりみはせじ」を奉納 鹿児島県警本部前に「川路大警視」像を建立 愛国学園大学に大レリーフ「愛の国伝説」を設置 宮城県白石市に第18 代横綱「大砲」像を建立 紺綬褒章を受章（以後５回） |
| 2000（平成 12 ）年 | 74 歳 | 中村晋也作品集「 Misereremei ―命よ―」六耀社より 鹿児島県霧島アートの森に「Miserere ⅩⅢ」収蔵 |
| 2001（平成 13 ）年 | 75 歳 | 川崎医科大学に「川崎祐宣先生」像建立 神戸市三ノ宮・花時計前駅に「Miserere Ⅰ」設置 |
| 2002（平成 14 ）年 | 76 歳 | 鹿児島山形屋・天満屋高松店にて「中村晋也展」 宮城県白石市公立刈田総合病院に「Miserere ⅩⅦ」設置 中村晋也作品集「平成の釈迦十大弟子」光村推古書院 鹿児島県南さつま市金峰町に「鎌田要人先生」像建立 文化功労者として顕彰される |
| 2003（平成 15 ）年 | 77 歳 | 奈良市・薬師寺大講堂に「釈迦十大弟子」像奉納 中村晋也作品集「薬師寺釈迦十大弟子」光村推古書院 「釈迦と十人の弟子たち」河出書房新社 |
| 2004（平成 16 ）年 | 78 歳 | 薬師寺と薬師寺東京別院に「高田好胤大和上」像設置 愛媛県今治市今治城に「藤堂高虎公」像建立 大阪取引所前に「五代友厚公」像建立 |
| 2005（平成 17 ）年 | 79 歳 | 北海道知事公邸に「残響」を建立 上田女子短期大学に創立者北野次登先生像を建立 |
| 2006（平成 18 ）年 | 80 歳 | 東京都立川市真如苑恒明湧祥之舎応現院に「純陀」群像を建立 |
| 2007（平成 19 ）年 | 81 歳 | 京セラ美術館にて「祈り―中村晋也・内なる精神を刻む―」展開催 大阪城内に「豊臣秀吉公」像を建立 薬師寺大講堂に「阿僧伽菩薩」「伐蘇畔度菩薩」像を奉納 「甦った平成の阿僧伽・伐蘇畔度」を法蔵館より刊行 パラミタミュージアムにて「 中村晋也 祈りの造形」展 を開催 鹿児島中央駅構内に「小里貞利先生」像を建立 文化勲章受章 熊本県天草市に「鈴木重成公・鈴木正三和尚・鈴木重辰公」像建立 三重テレビ「元気大賞」を受賞 社団法人日展顧問に就任 |
| 2008（平成 20 ）年 | 82 歳 | 筑波大学より名誉博士号の称号が授与される 財団法人中村晋也美術館二号館を開館 |
| 2009（平成 21 ）年 | 83 歳 | 崇城大学より名誉学長の称号を授与される 青森県五所川原市芦野公園に「太宰治」像を建立 パリのユネスコ本部に「蝶の人」が収蔵される |
| 2010（平成 22 ）年 | 84 歳 | 三重県亀山市より名誉市民の称号を授与される 奈良市・喜光寺に「仁王」像を奉納 鹿児島市鶴丸城跡に「天璋院」像を建立 |
| 2011（平成 23 ）年 | 85 歳 | 大阪市玉造稲荷神社に「豊臣秀頼公」像を建立 |
| 2012（平成 24 ）年 | 86 歳 | 医療法人常清会に尾辻達意先生胸像を設置 福岡女子大学に「ミゼレーレＸ―命よ―」を建立 日本体育大学に「EOS 」「朝の祈り 」「姉妹」「萌えるリズム」「太古の血潮」を設置 宮城県白石市傑山寺境内に「片倉小十郎景綱公」像を建立 鹿児島銀行中央支店に「わたしの宝物」を設置 |
| 2013（平成 25 ）年 | 87 歳 | 香川県善通寺にて「釈迦十大弟子」の安座開眼法要が行われる 福山通運「小丸法之翁」像を建立 |
| 2014（平成 26）年  | 88 歳 | 堺市EH本社に「愛と勇気」像を建立 いちき串木野市薩摩藩英国留学生記念館に「羽島浦出航之図」レリーフを設置 鹿児島市より名誉市民の称号を授与される |
| 2015（平成 27）年  | 89 歳 | 釈迦八相像（果相）を薬師寺（西塔）に奉納 |
| 2016（平成 28）年  | 90 歳 | 大阪府堺市に「夢みる季節」を設置 愛知県新城市設楽原歴史資料館に「岩瀬忠震公」像を建立 東京国立博物館に「初代町田久成館長」胸像を建立 |
| 2017（平成 29）年  | 91 歳 | 千葉県浦安市浦安音楽ホールに「春に奏でる」「春風の調べ」を設置 |
| 2018（平成 30 ）年 | 92 歳 | 青森県五所川原市新市庁舎に復興初代立佞武多「親子の旅立ち」を設置 広島県福山市㈱エフピコに「創業者小松安弘の像」を設置 |
| 2019（令和元）年   | 93 歳 | 「即位の礼」に出席 |
| 2020（令和 2 ）年  | 94 歳 | 「若き薩摩の群像」に堀孝之と高見与一像を加え 建立 |
| 2023（令和 5 ）年  | 96 歳 | 三重県亀山市の駅前広場に亀山ゆかりの「ヤマトタケル」と妃（きさき）の「オトタチバナヒメ」の銅像を設置 |

## 著作

菅原神社内にある中村晋也作「西郷どんのツン」像（1990年）

### 彫刻
- 「大久保利通銅像」（1979年[3]、鹿児島市西千石町）[7]
- 「若き薩摩の群像」（1982年[3]、鹿児島市中央町・鹿児島中央駅東口）[1]
- 「EOS」（1989年、鹿児島市武三丁目・長島美術館）[3]
- 「天璋院」（2010年、鹿児島市城山町・鹿児島県歴史資料センター黎明館）[3]
- 「薩摩辞書の碑」（1981年、鹿児島市城山町・鹿児島県立図書館）[3]
- 「西南の役官軍戦没者慰霊塔」（1977年、鹿児島市浜町・祇園之洲公園）[3]
- 「貴様と俺の碑」（1966年、鹿児島市鴨池二丁目・鴨池公園）[3]
- 「おしゃれな渡り鳥」（1978年、鹿児島市城山町・鹿児島市立美術館）[3]
- 「焦躁の旅路」（1984年、鹿児島市城山町・鹿児島市立美術館）[3]
- 「MAE像」（1990年、鹿児島市城山町・鹿児島市立美術館）[3]
- 「水辺の囁き」（1978年、鹿児島市加治屋町・鹿児島県立鹿児島中央高等学校）[3]
- 「奏でる」（1979年、鹿児島市与次郎二丁目・鹿児島市民文化ホール）[3]
- 「星の祈り」（1981年、鹿児島市与次郎二丁目・鹿児島市民文化ホール）[3]
- 「坂本龍馬新婚の旅碑」（1980年、鹿児島市天保山町）[3]
- 「赤十字従軍看護婦像」（1983年、鹿児島市鴨池新町・日本赤十字社鹿児島県支部）[3]
- 「朝の祈り」（1987年、鹿児島市谷山中央一丁目・谷山サザンホール）[3]
- 「姉妹」（1989年、鹿児島市谷山中央一丁目・谷山サザンホール）[3]
- 「一中生 一高女生」（1994年、鹿児島市薬師二丁目・鹿児島県立鶴丸高等学校）[3]
- 「隼人之舞」（1996年、鹿児島市鴨池新町・鹿児島県議会議事堂）[3]
- 「川路利良大警視」（1999年、鹿児島市鴨池新町・鹿児島県警察本部）[3]
- 「西郷どんのツン」（1990年、薩摩川内市東郷町藤川・藤川天神）[8]
- 「島津義弘公騎馬像」（日置市伊集院町徳重・伊集院駅前）
- 「菊池武光公騎馬像」（1992年、熊本県菊池市隈府）[9]

### 書籍
- 中村晋也作品集 南日本新聞社 1991
- 中村晋也 人間を奏でる 世界文化社 1996
- Miserere mei「命よ。」 彫刻作品写真集 六耀社 2000
- 平成の釈迦十大弟子 「空」より「色」へと希って 光村推古書院 2002
- 薬師寺釈迦十大弟子 「空」より「色」へと希って 光村推古書院 2003
- 釈迦と十人の弟子たち 河出書房新社 2003